# Opération MB.8
Campagnes d'Afrique, du Moyen-Orient et de Méditerranée (1940-1945)
Batailles
1940
- Vado
- Siège de Malte
- Club Run
- Convoi Espero
- Mers el-Kébir
- Punta Stilo
- Cap Spada
- Hurry
- Cap Passero
- MB.8
- Tarente
- Détroit d'Otrante
- White
- Cap Teulada

1941
- Excess
- Convoi AN 14
- Grog
- Abstention
- Baie de La Sude
- Cap Matapan
- Îles Kerkennah
- Crète
- Galite
- Substance
- Halberd
- Convoi Duisburg
- Cap Bon
- Syrte (1941)
- Rade d'Alexandrie

1942
- Syrte (1942)
- Calendar
- Bowery
- Albumen
- Harpoon
- Vigorous
- Pedestal
- Agreement
- Torch
- Stoneage
- Sabordage de la flotte française à Toulon
- Portcullis
- Banc de Skerki
- Olterra (navire auxiliaire)
- Raid sur Alger

1943
- Zouara
- Convoi de Cigno
- Convoi de Campobasso
- Corkscrew
- Husky
- Gela
- Scylla
- Pietracorbara
- Dodécanèse
  - Rhodes
  - Leros
  - Kos
- Convoi KMF-25A

1944
- Ist
- Raid sur Santorin
- Raid sur Symi
- Port-Cros
- La Ciotat
- Île de Pag

1945
Mer Ligure
- Convois alliés
  - convois de Malte
- Campagne des U-boote
- Campagne adriatique

L'Opération MB.8 était une opération multiple de la Royal Navy en mer Méditerranée du 4 au 11 novembre 1940. Elle était composée de six forces différentes comprenant 2 porte-avions, 5 cuirassés, 10 croiseurs et 30 destroyers, dont une grande partie de la Force H de Gibraltar, protégeant quatre convois de ravitaillement vers Malte et menant des actions diverses.

## Le dispositif
Les quatre convois à protéger étaient :
- Convoi MW 3, naviguant d'Alexandrie à Malte,
- Convoi ME 3, naviguant de Malte à Alexandrie,
- Convoi AN 6, naviguant d'Alexandrie en Grèce,
- Convoi AS 5, naviguant de la mer Égée en Égypte.

Diverses opérations furent menées en même temps :
- Opération Judgement ou Bataille de Tarente ; la plus importante,
- Bataille du détroit d'Otrante ; affrontement mineur,
- Opération Coat, convoi de renfort de troupe et matériel à Malte,
- Transport de troupe et matériel de Port-Saïd à la Baie de Souda (Crète),
- Transport de personnel et matériel de la Royal Air Force de Port-Saïd au Pirée et à la Baie de Souda,
- Opération Crack, attaque aérienne de Cagliari.

## Les convois

### Convoi MW 3
Ce convoi était composé de trois navires marchands vides à destination de Malte depuis Alexandrie, accompagné d'un destroyer australien et du monitor HMS Terror à destination de la base navale de la baie de Souda en Crète. Le convoi a été escorté par le croiseur anti-aérien HMS Coventry, accompagné de trois destroyers. Le convoi avançant à 11,5 nœuds (environ 21,3 km/h) a quitté Alexandrie le 4 novembre et a atteint Malte le 10 novembre.

### Convoi ME 3
Ce convoi comprenait 4 navires marchands naviguant de Malte à Alexandrie, sous l'escorte du cuirassé HMS Ramillies, du croiseur HMS Coventry , et deux destroyers. Le convoi est parti de Malte le 10 novembre et est arrivé à Alexandrie le 13 novembre.

### Convoi AN 6
Ce convoi se composait de 4 pétroliers lents à destination de la Grèce depuis l'Alexandrie. Il est parti en même temps que le convoi MW 3, escorté par un chalutier armé.
Des renforts pour la Crète furent embarqués dans les croiseurs légers HMS Ajax et HMAS Sydney sous le nom de Force B (en), tandis que la Force C, le croiseur léger HMS Orion (vice-amiral Henry Pridham-Wippell) a transporté des fournitures de la RAF en Grèce et inspecté la baie de Sauda. Tous les trois rejoindraient pour former Force X pour un raid du 11/12 novembre sur le détroit d'Otrante.

### Convoi AS 5
Ce convoi était protégé par le HMS Wryneck (D21) (en), deux chalutiers armés et deux péniches de débarquement armées. Le convoi est arrivé à Alexandrie tôt le matin du 15 novembre.

## Les opérations

### Opération Judgement
L'opération Judgment, sous le commandement de l'amiral Andrew Cunningham , a été exécutée par des avions du porte-avions HMS Illustrious, escortés par les cuirassés Ramilies, Warspite, Valiant et Malaya. Ils ont rencontré les croiseurs lourds HMS Gloucester et York et trois destroyers, escortant alors le convoi MW 3, et ont fourni une couverture. Un rendez-vous avec le groupe Barham de l'Opération Coat devait être effectué, avec Illustrious, Gloucester, York et Berwick pour attaquer Tarente, en même temps que le raid de la Force X.
Les Italiens étaient au courant des sorties d'Alexandrie et de Gibraltar le 7 novembre et ont envoyé neuf sous-marins pour attaquer le convoi maltais MW 3 détecté le 8 novembre. Les bombardiers n'ont même pas réussi à identifier la force de l'Opération Jugement et quand la Force H a été détectée en direction de Gibraltar le 9 novembre, les Italiens ont présumé que le convoi MW 3 avait rebroussé chemin.
La confusion italienne est survenue lorsque Barham, Berwick, Glasgow et leurs destroyers ont été détectés le 10 novembre au large de Lemnos. Le même jour, Ramillies, Coventry et deux destroyers protégeant le convoi ME 3 ont été détectés et encore une fois, les bombardiers n'ont même pas réussi à les localiser. La complexité de l'opération MB.8, avec ses diverses forces et convois, a trompé les Italiens en leur faisant croire que seul un convoi normal était en cours.

### Attaque du détroit d'Otrante
Dans la soirée du 11 novembre, vers 18 heures, des croiseurs et destroyers britanniques se sont détachés de la flotte principale qui se dirigeait vers le golfe de Tarente pour l'Opération Judgment et se sont dirigés vers le canal d'Otrante pour intercepter le trafic vers l'Albanie. L'escadron anglais était composé des croiseurs légers Orion, Ajax et le Sydney de la Royal Australian Navy avec l'escorte des destroyers de la classe Tribal Nubian et Mohawk.

### Opération Coat
L'opération Coat, une des nombreuses du Club Run, était un convoi de renfort de la Grande-Bretagne à Malte, transportant des troupes et des canons anti-aériens. Le convoi était composé du cuirassé HMS Barham, des croiseurs lourds HMS Berwick et HMS Glasgow et de trois destroyers d'escorte. Il était couvert par le porte-avions HMS Ark Royal, le croiseur léger HMS Sheffield et trois autres destroyers, tous de la Force H, jusqu'au milieu de la Méditerranée ; trois destroyers de la Force H resteraient, les autres faisant demi-tour 165 milles marins (environ 300 km) de la Sicile.

### Opération Crack
L'opération Crack était une attaque contre Cagliari par des avions d'Ark Royal, en route vers Malte, partant de l'Opération Coat.